# Église Saint-Étienne de Saint-Étienne-de-Chigny
L'église Saint-Étienne est une église catholique située dans le département français d'Indre-et-Loire, sur la commune de Saint-Étienne-de-Chigny, en France.

## Historique
L’église datant du XIIIe siècle fut rebâtie à la demande de Jean Binet, Seigneur d’Andigny
entre 1542 et 1543. L'Archevêque de Tours, Antoine de Bar, consacre l'édifice le 29 mars 1543.
L'édifice est classée au titre des monuments historiques, le 21 juillet 1942.

## Architecture

### Portail
Son portail est décoré de 4 blasons :
- Famille Binet, Seigneur d'Andigny en Saint-Étienne-de-Chigny
- Duc de luynes, L'écartelé d'Albert et de Rohan est porté depuis Louis Charles d'Albert de Luynes, 2e Duc de Luynes, jusqu'à Marie-Charles-Louis d'Albert de Luynes, 5e Duc de Luynes. La présence sur le tout d'un écusson des armes de neuchâtel font penser à Louise-Léontine de Bourbon-Neuchâtel, mère du 5e Duc de Luynes. Par conséquent, il s'agit certainement d'une représentation des armes du 5e Duc de Luynes, qui est dit prince de Neuchâtel.
- Un blason mi-parti Binet-d'Albert de Luynes.
- Un blason écartelé au 1 et 4  à une croix alésée et; au 2 et 3 à l'aigle bicéphale. Ce blason est ovale. Il est possible que ce blason appartienne à la famille de la Béraudière[3]. Pour la représentation monochrome des armoiries (gravures, sculptures, etc) les couleurs sont représentées par des hachures de formes précises et conventionnelles selon la teinte. Les traits horizontaux sous les croix alésées sont la représentation de l'émail azur.

Famille Binet :  De gueules à l'étoile d'argent, au chef d'or chargé de trois croisettes potencées au pied fiché d'azur[4].
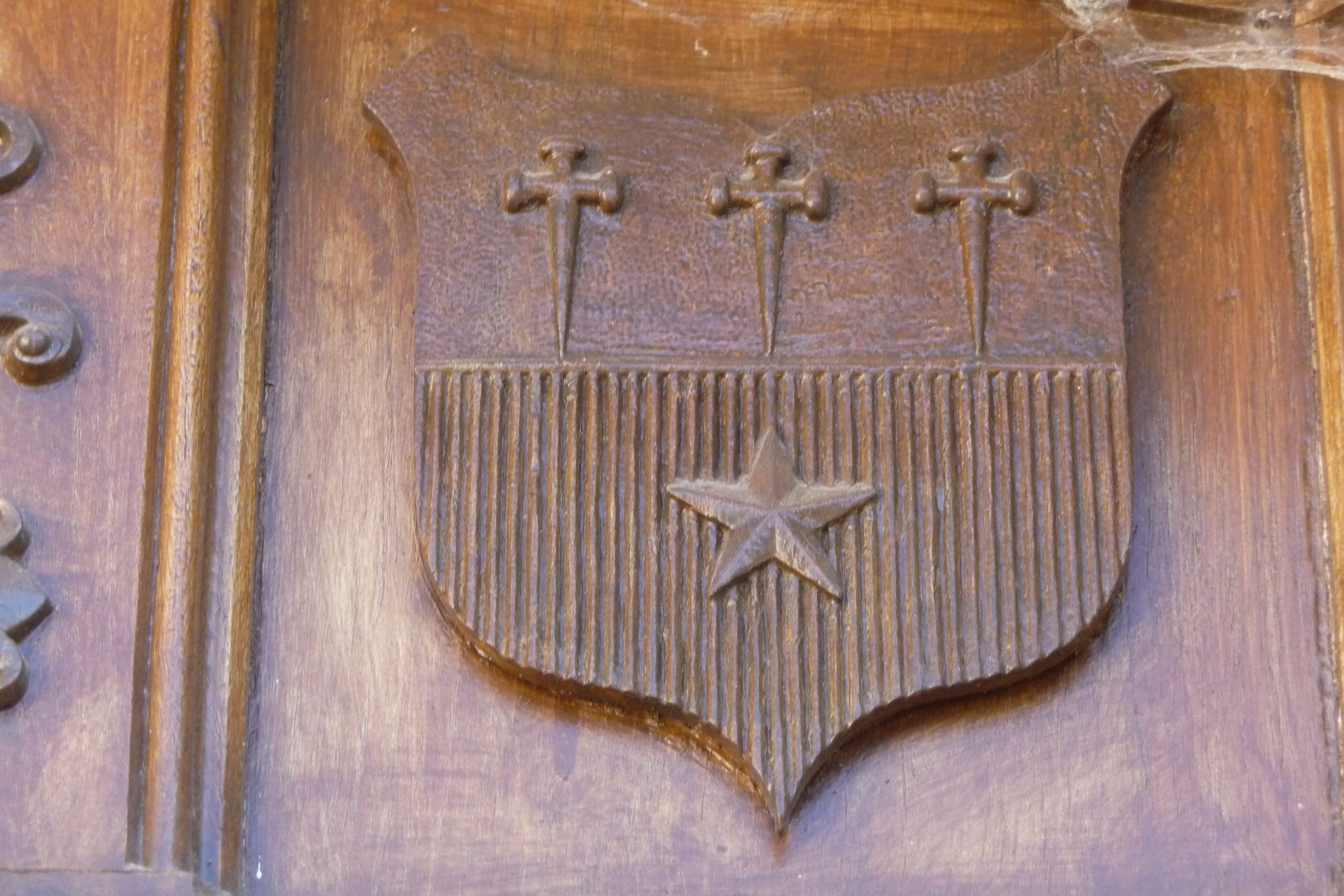
D'or au lion de gueules, couronné de même, qui est d'Albert, écartelé de Rohan, qui est de gueules à neuf macles d'or, sur le tout un écusson de Neuchâtel, qui est d'or, au pal de gueules, chargé de trois chevrons d'argent.
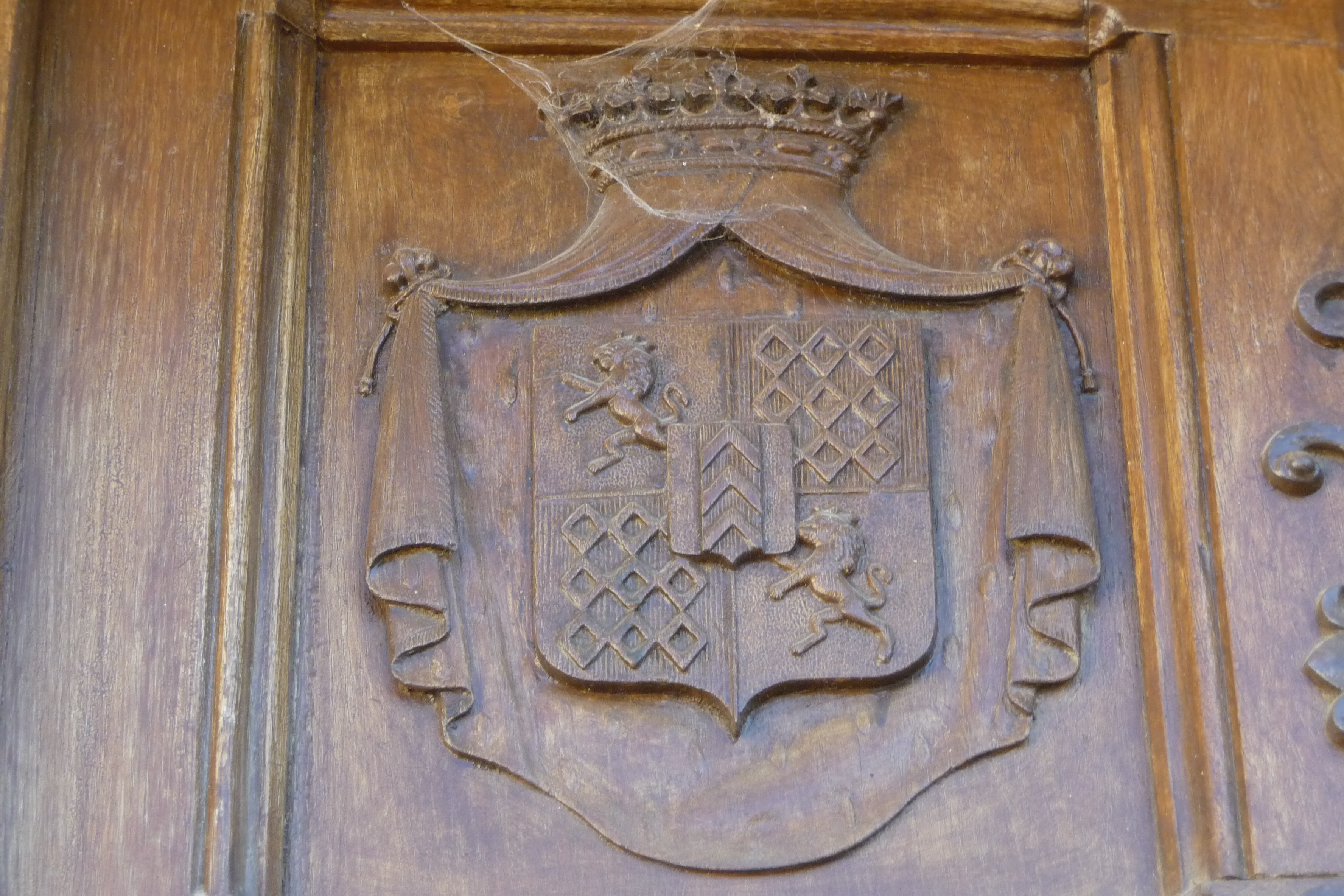
Famille de la Béraudière : Écartelé aux 1 et 4 d'or à l'aigle bicéphale éployé de gueules, couronné de sinople, aux 2 et 3 d'azur à la croix alésée d'argent et fourchée de 12 pointes.
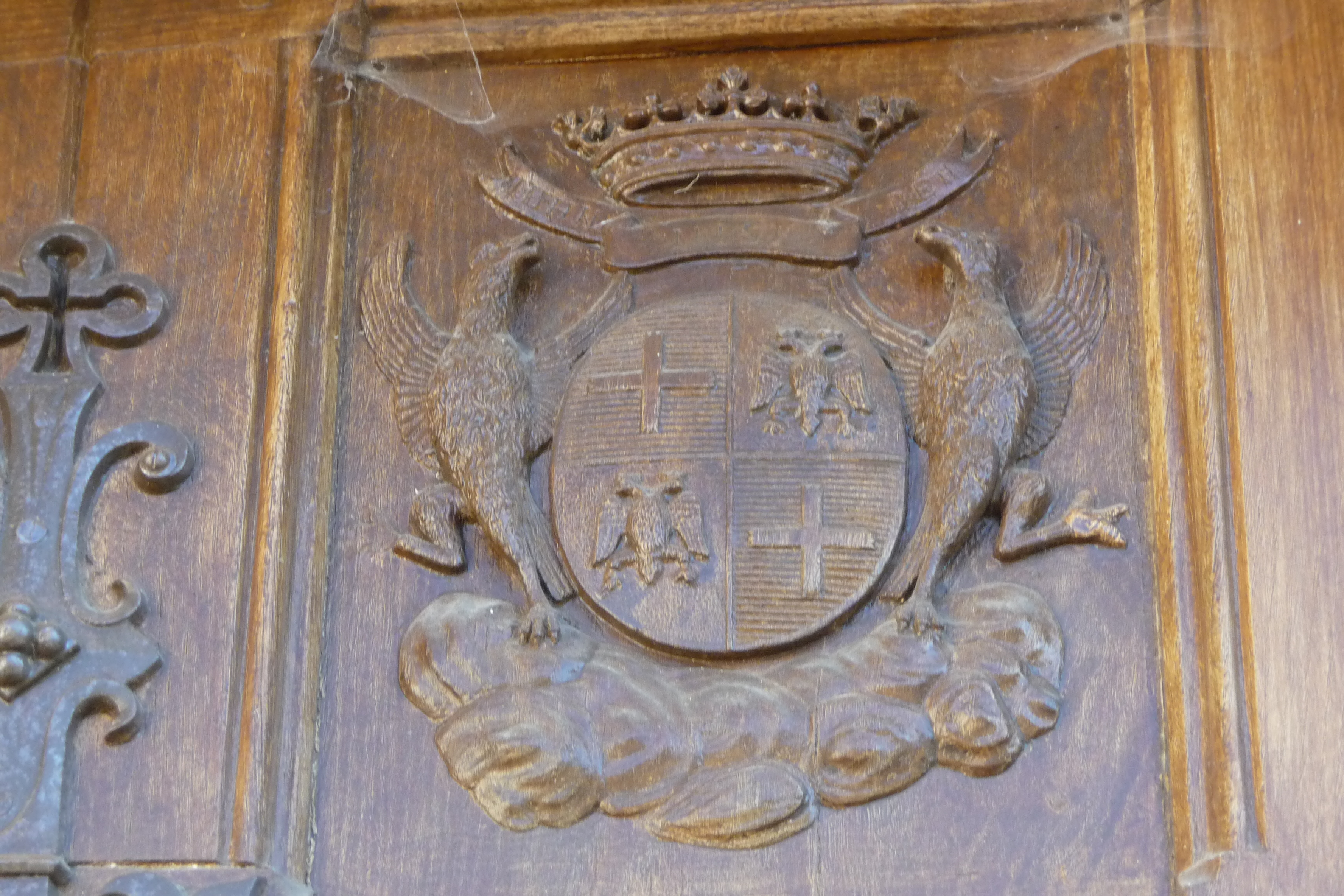
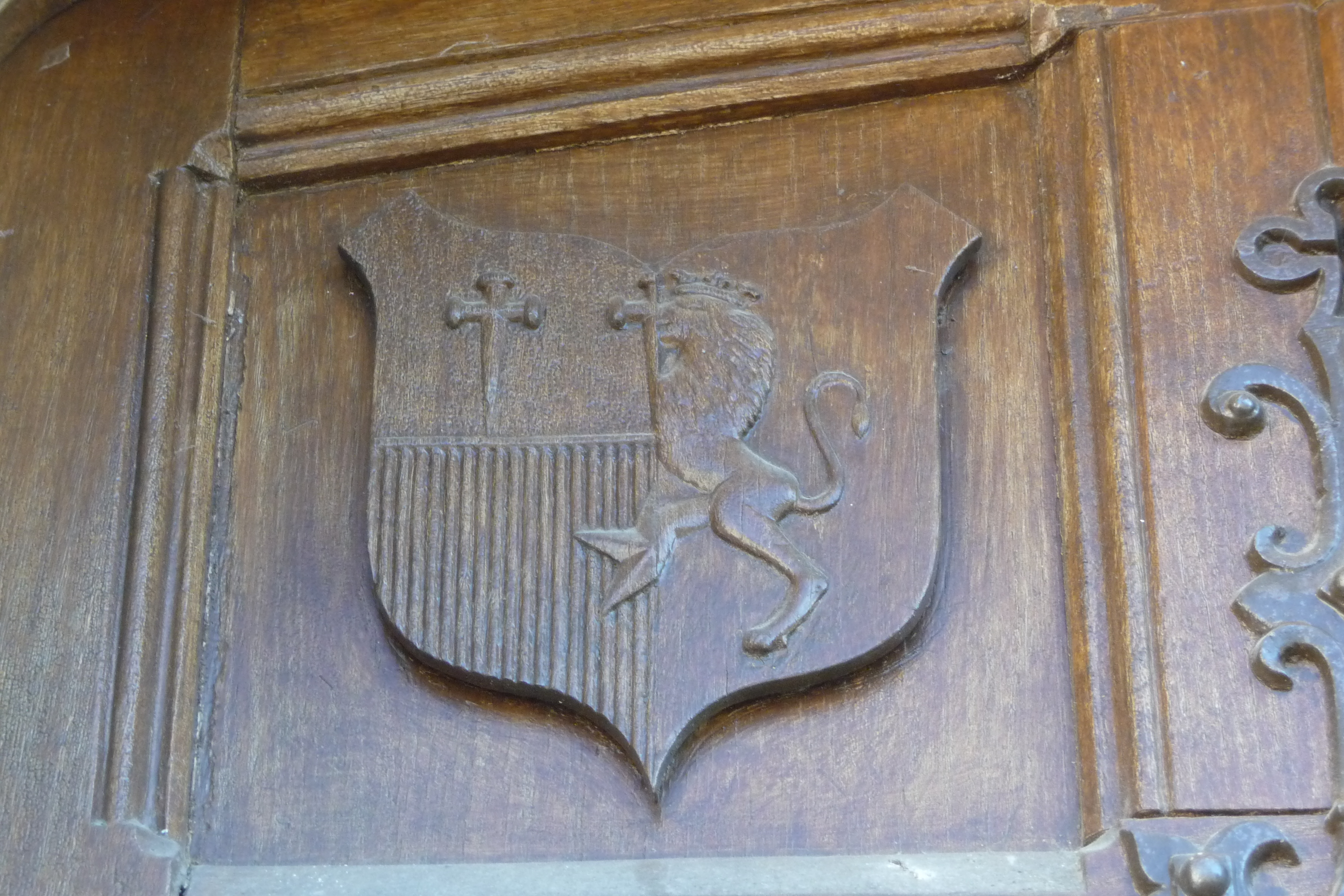

### Sculpture
Des blasons en tuffeau ont été implantés dans les murs extérieures, mais la plupart ne sont plus lisibles.

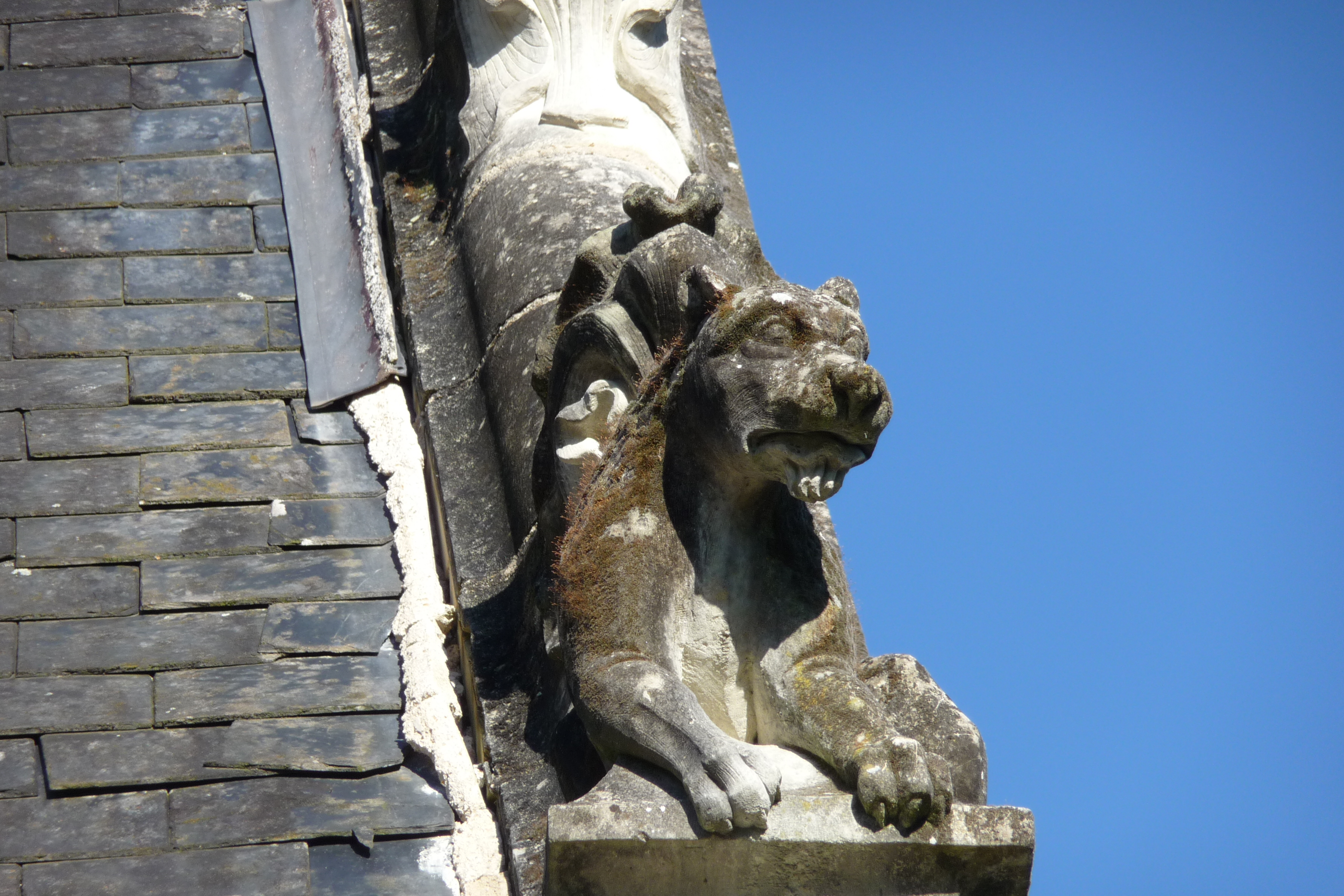